# Nan Dahlkild
Nan Dahlkild (født 1949 i Padborg), lektor emeritus ved Københavns Universitet.
Han er uddannet som sociolog (mag.art.) 1977 fra Københavns Universitet og Ph.d. 2006. Ansat ved Danmarks Biblioteksskole (senere Institut for Kommunikation, Københavns Universitet) siden 1977.

## Forfatterskab
Han har en omfattende produktion inden for kultur-, arkitektur- og bibliotekshistorie. Større værker: Åbningen af biblioteksrummet – de formative år i danske folkebibliotekers arkitektur i det 20. århundredes første halvdel (Ph.d. afhandling, 2006). Biblioteket i tid og rum – arkitektur, indretning og formidling (2011). Huse der har formet os. Arkitekturhistorien bag danskernes institutioner og offentlige rum (2015). Sommerlandets arkitektur (2019). Forfatter og medredaktør af værket Dansk Bibliotekshistorie Bd. 1-2, Aarhus Universitetsforlag. 2021. Desuden bidraget med en lang række artikler i danske og internationale antologier og tidsskrifter om kulturformidling, biblioteksforhold, biblioteksindretning og bibliotekshistorie. Medredaktør af temanumre som Biblioteksarbejde 67/68, 2004 med tema: Kulturarv og Library Trends, Vol. 60:1, Summer 2011 med tema: Library Design: From past to present. 
Medtilrettelægger af og medvirkende i DR-K’s Tv-serien om Huse der former os (2013). Kurator for udstillingerne Huse der har formet os (Rundetårn 2015) og Sommerlandets arkitektur (Sophienholm 2019).

## Priser og hverv
Priser: Bibliotekarforbundets formidlingspris 2017. Nomineret til det Humanistiske Fakultets formidlingspris i 2016. Modtager af Werlauff-prisen 2021. Bestyrelsesposter i: Dansk bibliotekshistorisk Selskab og Selskabet for Arkitekturhistorie.

## Udvalgte artikler
- Nan Dahlkild (1. januar 2009), "1909 - et vigtigt år i dansk bibliotekshistorie", Bibliotekshistorie, 9 (1): 48-87, Wikidata  Q106553001
- Nan Dahlkild (2011), "The Emergence and Challenge of the Modern Library Building: Ideal Types, Model Libraries, and Guidelines, from the Enlightenment to the Experience Economy", Library Trends, 60 (1): 11-42, doi:10.1353/LIB.2011.0027, Wikidata  Q110981118